# Party (Aldous Harding)
Party è il secondo album in studio della cantautrice folk neozelandese Aldous Harding, pubblicato il 19 maggio 2017 da 4AD.

## Descrizione
L'album è stato registrato a Bristol con John Parish, che ha prodotto l'album, e presenta contributi di Parish, Fenne Lily e Mike Hadreas.
L'album è stato candidato come Album dell'anno ai New Zealand Music Awards 2017. È stato anche candidato per il premio Album europeo dell'anno di IMPALA.
I'm So Sorry è stato presentato in anteprima sul sito The 405 il 17 marzo 2016.
Horizon è stato pubblicato come singolo il 10 febbraio 2017 con un video musicale di accompagnamento diretto da Charlotte Evans.
Imagining My Man è stato pubblicato come singolo il 29 marzo 2017 con un video musicale di accompagnamento, anch'esso diretto da Charlotte Evans.

## Tracce
1. Blend – 2:29
2. Imagining My Man – 5:51
3. Living the Classics – 2:44
4. Party – 5:43
5. I'm So Sorry – 3:48
6. Horizon – 4:09
7. What If Birds Aren't Singing They're Screaming – 3:04
8. The World Is Looking for You – 5:08
9. Swell Does the Skull – 5:48